# Iridopsis grisescens
Iridopsis grisescens är en fjärilsart som beskrevs av W. Warren 1905. Iridopsis grisescens ingår i släktet Iridopsis och familjen mätare. Inga underarter finns listade i Catalogue of Life.